# セルビアの大統領
セルビアの大統領（セルビアのだいとうりょう、セルビア語: Председник Републике Србије）は、セルビア共和国における元首たる大統領である。

## 概要
2006年11月8日に施行されたセルビア共和国憲法によって、大統領はセルビア共和国の統一を表明し（第111条）、以下の権限を有すると定められている（第112条）。
1. 国内外においてセルビア共和国を代表する。
2. 法律を公布する。
3. 首相候補者を国民議会に提案する。
4. 議会に役職者を提案する。
5. 大使の任命および解任。
6. 外国外交官の信任状および取消可能信任状を受領する。
7. 恩赦を与え、名誉を授与する。
8. 憲法の定めるその他の事務を処理する。

また法律に従い、大統領はセルビア陸軍の将校に対する任命、昇進、罷免を行う。
大統領は無記名投票による直接選挙によって選出される（第114条）。他の公職を兼任することはできず（第115条）、任期は議会で宣誓した日から5年間。ただし、戦争状態や非常事態中に任期が終了する場合は戦争状態が終了した日から3カ月後まで任期が延長される（第116条）。3選は禁じられている（第116条）。
大統領は辞任する他に、憲法違反による弾劾が議会で可決されれば任期を終了する。議会は弾劾裁判手続きを開始することができ、3分の2以上の賛成があれば弾劾が成立する（第118条）。弾劾裁判の手続きが開始された場合、憲法裁判所は45日以内に憲法違反があったか判断を下す義務を負う（第118条）。もし大統領が職務遂行を妨げられたり、選出期間が終了する前に任期を終えた場合は議会議長が大統領代行を務め、最大3カ月間代行できる（第120条）。このほか、大統領に関する法律として、大統領法が制定される（第121条）。
（出典）Constitution of Serbia - For a legal state

## 大統領の一覧
セルビアは、1943年から1992年まではユーゴスラビア社会主義連邦共和国、1992年から2003年までユーゴスラビア連邦共和国、2003年から2006年まではセルビア・モンテネグロの構成国であった。
| セルビア人民共和国 (1944-1963)           |                                                              |                                |                                |                                |                                 |                                |                                 |
| 人民解放反ファシスト会議議長 (1944-1945) |                                                              |                                |                                |                                |                                 |                                |                                 |
| 代                                       | 議長                                                         | 議長                           | 所属政党                       | 期                             | 在任期間                        | 在任期間                       | 備考                            |
| 001                                      | シニシャ・スタンコヴィッチ Синиша Станковић Siniša Stanković |                                | セルビア共産党 （СКЈ）         | －                             | 1944年11月12日 - 1945年4月7日   | 146日                          |                                 |
| 人民会議幹部会議長 (1945-1953)           |                                                              |                                |                                |                                |                                 |                                |                                 |
| 代                                       | 議長                                                         | 議長                           | 所属政党                       | 期                             | 在任期間                        | 在任期間                       | 備考                            |
| 0(1)                                     | シニシャ・スタンコヴィッチ Синиша Станковић Siniša Stanković |                                | セルビア共産党 （СКЈ）         | －                             | 1945年4月7日 - 1946年11月20日   | 1年 + 227日                    |                                 |
| 002                                      | アシム・グルロビッチ Аћим Груловић Aćim Grulović             |                                | セルビア共産党 （СКЈ）         | －                             | 1946年11月20日 - 1948年12月23日 | 2年 + 33日                     | 在任中に死去                    |
| 003                                      | イサ・ジョバノビッチ Иса Јовановић Isa Jovanović             |                                | セルビア共産党 （СКЈ）         | －                             | 1948年12月23日 - 1952年         | 4年 + 358日                    |                                 |
| 003                                      | イサ・ジョバノビッチ Иса Јовановић Isa Jovanović             | セルビア共産主義者同盟 （СКС） | 1952年 - 1953年12月16日        | －                             | 党名改称                        | 4年 + 358日                    |                                 |
| 国民議会議長 (1953-1963)                 |                                                              |                                |                                |                                |                                 |                                |                                 |
| 代                                       | 議長                                                         | 議長                           | 所属政党                       | 期                             | 在任期間                        | 在任期間                       | 備考                            |
| 004                                      | ペータル・スタンボリッチ Петар Стамболић                     |                                | セルビア共産主義者同盟 （СКС） | －                             | 1953年12月16日 - 1957年4月6日   | 3年 + 111日                    |                                 |
| 005                                      | ヨバン・ヴェセリノフ Јован Веселинов                         |                                | セルビア共産主義者同盟 （СКС） | －                             | 1957年4月6日 - 1963年6月26日    | 6年 + 81日                     |                                 |
| セルビア社会主義共和国 (1963-1990)       |                                                              |                                |                                |                                |                                 |                                |                                 |
| 国民議会議長 (1963-1974)                 |                                                              |                                |                                |                                |                                 |                                |                                 |
| 代                                       | 議長                                                         | 議長                           | 所属政党                       | 期                             | 在任期間                        | 在任期間                       | 備考                            |
| 006                                      | ドゥシャン・ペトロヴィッチ Душан Петровић Шане               |                                | セルビア共産主義者同盟 （СКС） | －                             | 1963年6月26日 - 1967年5月6日    | 3年 + 314日                    |                                 |
| 007                                      | ミロシュ・ミニッチ Милош Минић                               |                                | セルビア共産主義者同盟 （СКС） | －                             | 1967年5月6日 - 1969年5月6日     | 2年 + 0日                      |                                 |
| 008                                      | ドラゴスラヴ・マルコヴィッチ Драгослав Марковић              |                                | セルビア共産主義者同盟 （СКС） | －                             | 1969年5月6日 - 1974年4月19日    | 4年 + 348日                    |                                 |
| 009                                      | ジヴァン・ヴァシリェヴィッチ Живан Васиљевић                 |                                | セルビア共産主義者同盟 （СКС） | －                             | 1974年4月19日 - 1974年5月6日    | 17日                           |                                 |
| 大統領幹部会議長 (1974-1990)             |                                                              |                                |                                |                                |                                 |                                |                                 |
| 代                                       | 議長                                                         | 議長                           | 所属政党                       | 期                             | 在任期間                        | 在任期間                       | 備考                            |
| 0(8)                                     | ドラゴスラヴ・マルコヴィッチ Драгослав Марковић              |                                | セルビア共産主義者同盟 （СКС） | －                             | 1974年5月6日 - 1978年5月5日     | 3年 + 364日                    |                                 |
| 010                                      | ドブリヴォイェ・ヴィディッチ Добривоје Видић                 |                                | セルビア共産主義者同盟 （СКС） | －                             | 1978年5月5日 - 1982年5月5日     | 4年 + 0日                      |                                 |
| 011                                      | ニコラ・リュビチッチ Никола Љубичић                          |                                | セルビア共産主義者同盟 （СКС） | －                             | 1982年5月5日 - 1984年5月15日    | 2年 + 10日                     |                                 |
| 012                                      | ドゥシャン・チュクレヴィッチ Душан Чкребић                   |                                | セルビア共産主義者同盟 （СКС） | －                             | 1984年5月15日 - 1985年5月5日    | 355日                          |                                 |
| 013                                      | イヴァン・スタンボリッチ Иван Стамболић                      |                                | セルビア共産主義者同盟 （СКС） | －                             | 1985年5月5日 - 1987年12月14日   | 2年 + 223日                    |                                 |
| 014                                      | ペータル・グラチュニン Петар Грачанин                        |                                | セルビア共産主義者同盟 （СКС） | －                             | 1987年12月14日 - 1989年3月20日  | 1年 + 96日                     |                                 |
| 00－                                     | リュビシャ・イギッチ Љубиша Игић                             |                                | セルビア共産主義者同盟 （СКС） | －                             | 1989年3月20日 - 1989年5月8日    | 49日                           | 議長代行                        |
| 015                                      | スロボダン・ミロシェヴィッチ Слободан Милошевић              |                                | セルビア共産主義者同盟 （СКС） | －                             | 1989年5月8日 - 1990年7月17日    | 1年 + 143日                    |                                 |
| (15)                                     | スロボダン・ミロシェヴィッチ Слободан Милошевић              | セルビア社会党 （СпС）         | 1990年7月17日 - 1990年9月28日  | －                             | 新党結成                        | 1年 + 143日                    |                                 |
| セルビア共和国 (1990-2006)               |                                                              |                                |                                |                                |                                 |                                |                                 |
| 大統領幹部会議長 (1990-1991)             |                                                              |                                |                                |                                |                                 |                                |                                 |
| 代                                       | 議長                                                         | 議長                           | 所属政党                       | 期                             | 在任期間                        | 在任期間                       | 備考                            |
| (15)                                     | スロボダン・ミロシェヴィッチ Слободан Милошевић              |                                | セルビア社会党 （СпС）         | －                             | 1990年9月28日 - 1991年1月11日   | 105日 （計 1年 + 248日）       | 国名変更                        |
| 大統領(1991-2006)                        |                                                              |                                |                                |                                |                                 | 105日 （計 1年 + 248日）       |                                 |
| 代                                       | 大統領                                                       | 大統領                         | 所属政党                       | 期                             | 在任期間                        | 在任期間                       | 備考                            |
| 001 (15)                                 | スロボダン・ミロシェヴィッチ Слободан Милошевић              |                                | セルビア社会党 （СпС）         | 1                              | 1991年1月11日 - 1992年12月29日  | 6年 + 193日 （計 8年 + 76日）  | 大統領職設置                    |
| 001 (15)                                 | スロボダン・ミロシェヴィッチ Слободан Милошевић              | 2 3                            | セルビア社会党 （СпС）         | 1992年12月29日 - 1997年7月23日 | 任期満了前に辞任                | 6年 + 193日 （計 8年 + 76日）  |                                 |
| 00－                                     | ドラガン・トミッチ Драган Томић                              | 2 3                            |                                | セルビア社会党 （СпС）         | 1997年7月23日 - 1997年12月29日  | 159日                          | 大統領代行 （国民議会議長）     |
| 002 (16)                                 | ミラン・ミルティノヴィッチ Милан Милутиновић                 |                                | セルビア社会党 （СпС）         | 4                              | 1997年12月29日 - 2002年12月29日 | 5年 + 0日                      |                                 |
| 00－                                     | ナターシャ・ミチッチ Наташа Мићић                            |                                | セルビア市民同盟 （ГСС）       | 5 6 7                          | 2002年12月30日 - 2004年1月27日  | 1年 + 28日                     | 大統領代行 （国民議会議長）     |
| 00－                                     | ヴェリミル・シモノヴィッチ                                   |                                | セルビア民主党 （ДСС）         | 5 6 7                          | 2004年1月27日 - 2004年2月4日    | 8日                            | 大統領代行 （国民議会議長）     |
| 00－                                     | ドラガン・マルシチャニン Драган Маршићанин                   |                                | セルビア民主党 （ДСС）         | 5 6 7                          | 2004年2月4日 - 2004年3月3日     | 28日                           | 大統領代行 （国民議会議長）     |
| 00－                                     | ヴォイスラヴ・ミハイロヴィッチ Војислав Михаиловић           |                                | セルビア再生運動 （SPO）       | 5 6 7                          | 2004年3月3日 - 2004年3月4日     | 1日                            | 大統領代行 （国民議会議長）     |
| 00－                                     | プレドラグ・マルコヴィッチ Предраг Марковић                  |                                | G17プラス （Г17 плус）         | 5 6 7                          | 2004年3月4日 - 2004年7月11日    | 129日                          | 大統領代行 （国民議会議長）     |
| 003 (17)                                 | ボリス・タディッチ Борис Тадић                               |                                | 民主党 （ДС）                  | 8                              | 2004年7月11日 - 2006年6月5日    | 1年 + 329日                    | 連邦国家から離脱                |
| セルビア共和国 (2006-現在)               |                                                              |                                |                                |                                |                                 |                                |                                 |
| 代                                       | 大統領                                                       | 大統領                         | 所属政党                       | 期                             | 在任期間                        | 在任期間                       | 備考                            |
| 001 0[3] (17)                            | ボリス・タディッチ Борис Тадић                               |                                | 民主党 （ДС）                  | －                             | 2006年6月5日 - 2008年           | 5年 + 305日 （計 7年 + 269日） | 独立                            |
| 001 0[3] (17)                            | ボリス・タディッチ Борис Тадић                               | 1                              | 民主党 （ДС）                  | 2008年 - 2012年4月5日          | 任期満了前に辞任                | 5年 + 305日 （計 7年 + 269日） |                                 |
| 00－                                     | スラビツァ・ジューキチ・デヤノビッチ Славица Ђукић Дејановић | 1                              |                                | セルビア社会党 （СпС）         | 2012年4月5日 - 2012年5月31日    | 56日                           | 大統領代行 （国民議会議長）     |
| 00－                                     | ザハリエ・トルナフチェヴィッチ Захарије Трнавчевић           | 1                              |                                | 豊かなセルビア （БС）          | 2012年5月31日 - 2012年5月31日   | 0日                            | 大統領代行 （国民議会議長代行） |
| 002 0[4] (18)                            | トミスラヴ・ニコリッチ Томислав Николић                      |                                | セルビア進歩党 （Снс）         | 2                              | 2012年5月31日 - 2017年5月31日   | 5年 + 0日                      |                                 |
| 003 0[5] (19)                            | アレクサンダル・ヴチッチ Александар Вучић                    |                                | セルビア進歩党 （Снс）         | 3                              | 2017年5月31日 - 2022年5月31日   | 8年 + 15日                     |                                 |
| 003 0[5] (19)                            | アレクサンダル・ヴチッチ Александар Вучић                    | 4                              | セルビア進歩党 （Снс）         | 2022年5月31日 - （現職）       |                                 | 8年 + 15日                     |                                 |